# 西宫站 (JR西日本)
西宫站（日语：／ Nishinomiya eki */?）是位于日本兵庫縣西宮市池田町，屬於西日本旅客鐵道（JR西日本）神戶線的鐵路車站。

## 历史
- 1874年5月11日 - 随着官设铁道大阪站至神户站区间投入运营，西之宫站开业。
- 1895年4月1日 - 線路名称制定。命名为東海道线（1909年改名为東海道本线）所属车站。
- 1924年4月 -  站房改建[2]。
- 1944年11月15日 - 阪神武庫川线本站至洲先站区间的货运线开业（西之宫站至 甲子园口站区间为官設鉄道与阪神的并行区间）。
- 1949年3月 - 西宫市请求设置北出口[2]。
- 1958年 - 阪神武庫川线本站至洲先站区间間貨物線停用（于1970年废弃）。
- 1986年11月1日 - 停止办理货运业务。
- 1987年4月1日 - 国铁分割民营化后成为西日本旅客铁道（JR西日本）车站。
- 1988年3月13日 - 线路爱称制定，开始使用神户线的名称。
- 1995年
  - 1月17日 - 阪神大地震导致列车停运。
  - 1月19日 - 甲子园口站至芦屋站间恢复运行。
- 1997年2月16日 - 站房改建。增加扶梯和升降电梯。设置自动检票闸机和电子指引屏。JR神户线标准接近铃声开始使用。
- 1998年3月14日 - 外侧线快速列车全部停靠本站。
- 2002年3月23日 - 内侧线快速列车平日早晚高峰停靠本站。
- 2003年
  - 11月1日 - 本站支持使用ICOCA。
  - 12月1日 - 快速列车全天都停靠本站。
- 2018年3月12日 - 开始使用车站编号[3]。

## 車站結構
岛式月台2面4線的地面車站，設有跨站式站房。
此站是蘆屋站管辖的直营站。

### 月台配置
| 月台 | 路線     | 方向 | 軌道   | 目的地           | 備註                   |
| ---- | -------- | ---- | ------ | ---------------- | ---------------------- |
| 1    | JR神户线 | 下行 | 外側线 | 三之宮、姬路方向 | 早高峰部分快速列车停靠 |
| 2    | JR神户线 | 下行 | 内側线 | 三之宮、姬路方向 |                        |
| 3    | JR神户线 | 上行 | 内側线 | 尼崎、大阪方向   |                        |
| 4    | JR神户线 | 上行 | 外側线 | 尼崎、大阪方向   | 早高峰部分快速列车停靠 |

## 使用情况
根據「兵庫県統計書」，2018年度1日平均上車人次為20,897人。近年1日平均上車人次如下表。
| 年度   | 1日平均 上車人次 |
| ------ | ---------------- |
| 1999年 | 16,059           |
| 2000年 | 16,735           |
| 2001年 | 17,241           |
| 2002年 | 17,483           |
| 2003年 | 18,097           |
| 2004年 | 18,823           |
| 2005年 | 19,521           |
| 2006年 | 20,447           |
| 2007年 | 20,196           |
| 2008年 | 20,237           |
| 2009年 | 19,454           |
| 2010年 | 19,483           |
| 2011年 | 19,584           |
| 2012年 | 19,736           |
| 2013年 | 20,285           |
| 2014年 | 20,129           |
| 2015年 | 20,604           |
| 2016年 | 20,845           |
| 2017年 | 21,002           |
| 2018年 | 20,897           |

## 相鄰車站
西日本旅客鐵道（JR西日本）
 東海道本線（JR神戶線）
■新快速
通过
■快速
尼崎（JR-A49）－西宮（JR-A52）－蘆屋（JR-A54）
■普通（包括直通JR東西線、學研都市線的區間快速）
甲子園口（JR-A51）－西宮（JR-A52）－櫻花夙川（JR-A53）

### 曾經存在的路線
阪神電氣鐵道
武庫川線（貨物專用路段）
西之宮站（現・西宮站）－武庫大橋
※該路段沒有阪神列車運行，只限國鐵貨物列車使用。

## 外部連結
- 西宮｜車站資訊：JR出門網 - 西日本旅客鐵道